# Dezsényi Katalin
Dezsényi Katalin (Budapest, 1946. november 16. –) Wessely László-díjas (1996) magyar műfordító, szerkesztő.

## Életpályája
Szülei: Dezsényi Miklós és Peterdi Mária . A Toldy Ferenc Gimnáziumban érettségizett. 1964-1965 között a Connecticuti Egyetem hallgatója. 1965-1971 között az ELTE Bölcsészettudományi Kar angol-magyar szakos diákja. 1971-2003 között az Európa Könyvkiadó felelős szerkesztője. 2003-2005 között az Ulpius-ház Könyvkiadó irodalmi vezetője. 1987-ben egy évig Soros-ösztöndíjjal Henry Roth Mint egy álom című regényét fordította a Magvető Könyvkiadónak. 2004-től 2023-ig a Metazin olvasószerkesztője.

## Munkássága
Többek között: Mary McCarthy, Joyce Thompson, Richard Bradford, James Baldwin, Henry Roth, Saul Bellow, Mark Twain, Laurens van der Post, Alice Walker, James Houston, Elie Wiesel, Joanne Greenberg, Isaac Bashevis Singer, Israel Joshua Singer, Chaim Potok, Jonathan Safran Foer és Cynthia Ozick könyveinek, és Woody Allen, Agatha Christie, Joyce Carol Oates, William Somerset Maugham, John Updike, George Mikes novelláinak fordítója.

## Műfordításai
- Mary McCarthy: A csoport (regény, 1974)
- Richard Bradford: Oly távol az ég (regény, 1977)
- Agatha Christie: A titokzatos stylesi eset (regény, 1978, 2006)
- James Baldwin: Ha a Néger utca beszélni tudna (regény, 1980)
- James Houston: A fehér hajnal (regény, 1980)
- Saul Bellow: Augie March kalandjai I.-II. (regény, 1982)
- Herbert Marcuse: Ész és forradalom. Hegel és a társadalomszemlélet keletkezése (Endreffy Zoltánnal, 1982)
- Woody Allen: Lelki jelenségek vizsgálata (humoreszkek, Békés Pállal, László Zsófiával, 1984)
- Mark Twain: Tom Sawyer, a detektív (ifjúsági regény, 1985, 2006)
- Laurens van der Post: A Kalahári letűnt világa (útikönyv, 1986)
- Isaac Bashevis Singer: Gólem (1986)
- Mary McCarthy: Velence közelről (1986)
- Alice Walker: Kedves Jóisten (1987)
- Alice Walker: Bíborban (1987)
- Saul Bellow: Jó napod volt? (1987)
- Henry Roth: Mint egy álom (regény, 1989)
- Joyce Thompson: Tűzpróba (1989)
- Michael Crichton: Kongó (fantasztikus regény, 1989)
- Elie Wiesel: Az eskü (1990)
- Cate Coscarelli: Hírnév és vagyon (regény, 1990)
- Paul Hauck: Fő a nyugalom! Hogyan küzdjük le frusztrációnkat és dühünket? (1990)
- Paul Hauck: Mélyponton. Hogyan másszuk ki a depresszióból? (1991)
- Cate Coscarelli: Fekete-fehér (regény, 1991)
- Alexandra Ripley: Scarlett (regény, Kiss Zsuzsával, 1992, 1996)
- Geraldine Brooks: A vágy kilenc része (1992)
- Danielle Steel: Vele vagy nélküle (regény, 1992)
- Cate Coscarelli: Főszerepben (regény, 1993)
- Danielle Steel: Egyszer az életben (regény, 1993)
- Danielle Steel: Szívdobbanás (regény, 1993, 1995)
- Judith Horstman-Révész Tamás: Végtelen tér (1993)
- Terence Conran: Belsőépítészet (1994)
- Danielle Steel: Megváltó szerelem (regény, 1994, 1996)
- Danielle Steel: A legszebb ajándék (regény, 1995)
- George Dawes Green: Az esküdtszék (regény, 1996)
- Mary Higgins Clark: A hasonmás (bűnügyi regény, 1995)
- Alexandra Ripley: A gardéniás hölgy (regény, 1995)
- John Updike: Az élet alkonya (Barkóczi Andrással, Gy. Horváth Lászlóval, M. Nagy Miklóssal és Szabó Olimpiával, 1996)
- Joanne Greenberg: Nem ígértem rózsakertet (regény, 1997)
- Peter Hildebrand: Félúton. Az öregedés lélektani megközelítése (1997)
- B. T. Bradford: A múlt ködében (regény, 1997)
- B. T. Bradford: Veszélyes ismeretség (regény, 1997)
- Elizabeth Feuer: Elveszett nyár (ifjúsági regény, 1997)
- Francis Robinson: Az iszlám világ atlasza (1998)
- Beatrice Small: Újra rád találtam (1998)
- Leon Uris: Szentháromság (1998)
- Isaac Bashevis Singer: New York árnyai (1999)
- Isaac Bashevis Singer: Egy nap boldogság (1999)
- B. T. Bradford: Bízva bízzál (1999)
- B. T. Bradford: Más szív, más lélek (2000)
- Saul Bellow: Ez van (2000)
- B. T. Bradford: Akikhez tartozol (2001)
- Chaim Potok: Az ígéret (2001)
- Chaim Potok: Davita hárfája (2001)
- Chaim Potok: A kiválasztott (2001)
- Chaim Potok: Óvilági emberek (2001)
- Saul Bellow: Ravestein (2002)
- Chaim Potok: Kezdetben (2003)
- Jonathan Safran Foer: Minden vilángol (2003)
- Mitch Albom: Öten a mennyországban (2004)
- Israel Joshua Singer: Az Askenázi fivérek (2004)
- Penelope Lively: Fénykép (2005)
- Sam Taylor: Erdő Köztársaság (2005)
- Paul Fisk: Ház(asság)i feladat (2006)
- Dvorah Telushkin: Az álomlátó (2007)
- Peter A. Clayton: Fáraók krónikája (2007)
- Cynthia Ozick: Egy letűnt világ örököse (2007)
- Samuel Gottlieb: Drága Sam! (2008)
- Isac Bashevis Singer: Szerelmes történet (2008)
- Andrew Sean Greer: Max Tivoli vallomásai (2009)
- Jonathan Safran Foer: Rém hangosan és irtó közel (2009)
- Ruth Reich: Egy álruhás ételkritikus titkos élete (2009)

## Interjúkötetei
- Egy asszony a hatszázezer közül (2009)
- Egy élet (2015)